# Arturo Barrios
Pour les articles homonymes, voir Barrios.
Arturo Barrios Flores (né le 12 décembre 1963 à Mexico) est un athlète mexicain naturalisé américain en 2004, spécialiste des courses de fond.

## Carrière
Il se classe quatrième des Championnats du monde 1987 et cinquième des Jeux olympiques de 1988 dans l'épreuve du 10 000 mètres. Le 18 août 1989 à Berlin, le Mexicain établit un nouveau record du monde de la discipline en signant le temps de 27 min 8 s 23, améliorant de plus de quatre secondes la meilleure marque mondiale détenue par le Portugais Fernando Mamede depuis la saison 1984. Ce temps ne sera amélioré que près de quatre ans plus tard par le Kényan Richard Chelimo (27 min 7 s 91) et constituera le record d'Amérique du Nord jusqu'au 1er mai 2010 (26 min 59 s 60 par l'Américain Chris Solinsky).
En 1991, Arturo Barrios établit un nouveau record du monde de l'Heure (21,101 km) et du 20 000 mètres (56 min 55 s 6), et devient par ailleurs le premier athlète à parcourir un semi-marathon en moins d'une heure. Il remporte la médaille d'or du 5 000 mètres lors des Jeux panaméricains de La Havane, conservant son titre remporté en 1987.
Il triomphe à la corrida de la Saint-Sylvestre de São Paulo en 1990 et en 1991.

## Records personnels
| Distance | Temps         | Date       | Lieu      |
| -------- | ------------- | ---------- | --------- |
| 1 500 m  | 3 min 37 s 61 | 13/08/1989 | Hengelo   |
| 3 000 m  | 7 min 35 s 71 | 10/07/1989 | Nice      |
| 5 000 m  | 13 min 7 s 79 | 14/07/1989 | Londres   |
| 10 000 m | 27 min 8 s 23 | 18/08/1989 | Berlin    |
| 15 000 m | 42 min 36 s   | 29/07/1986 | Portland  |
| 20 000 m | 56 min 55 s 6 | 30/03/1991 | La Flèche |
| Heure    | 21,101 km     | 30/03/1991 | La Flèche |

## Palmarès
| Année | Compétition                | Lieu         | Résultat | Épreuve  |
| ----- | -------------------------- | ------------ | -------- | -------- |
| 1987  | Jeux panaméricains         | Indianapolis | 1er      | 5 000 m  |
| 1987  | Championnats du monde      | Rome         | 4e       | 10 000 m |
| 1988  | Jeux olympiques            | Séoul        | 5e       | 10 000 m |
| 1991  | Jeux panaméricains         | La Havane    | 1er      | 5 000 m  |
| 1992  | Jeux olympiques            | Barcelone    | 5e       | 10 000 m |
| 1992  | Coupe du monde des nations | La Havane    | 2e       | 5 000 m  |